# Nowa Synagoga w Erfurcie
Nowa Synagoga w Erfurcie – znajduje się przy Juri-Gagarin-Ring i jest jedyną czynną synagogą Turyngii. Została wzniesiona w latach 1951-1952 (co czyni ją jedyna synagogą powstałą w czasach Niemieckiej Republiki Demokratycznej)   według projektu Willy Nöckela na miejscu Wielkiej Synagogi zburzonej podczas nocy kryształowej w 1938 roku. Służy liczącej 750 członków Krajowej Gminie Żydowskiej Turyngii.